# Eurypsyche similis
Eurypsyche similis är en fjärilsart som beskrevs av But 1886. Eurypsyche similis ingår i släktet Eurypsyche och familjen nattflyn. Inga underarter finns listade i Catalogue of Life.